# چندبرابرکننده ولتاژ

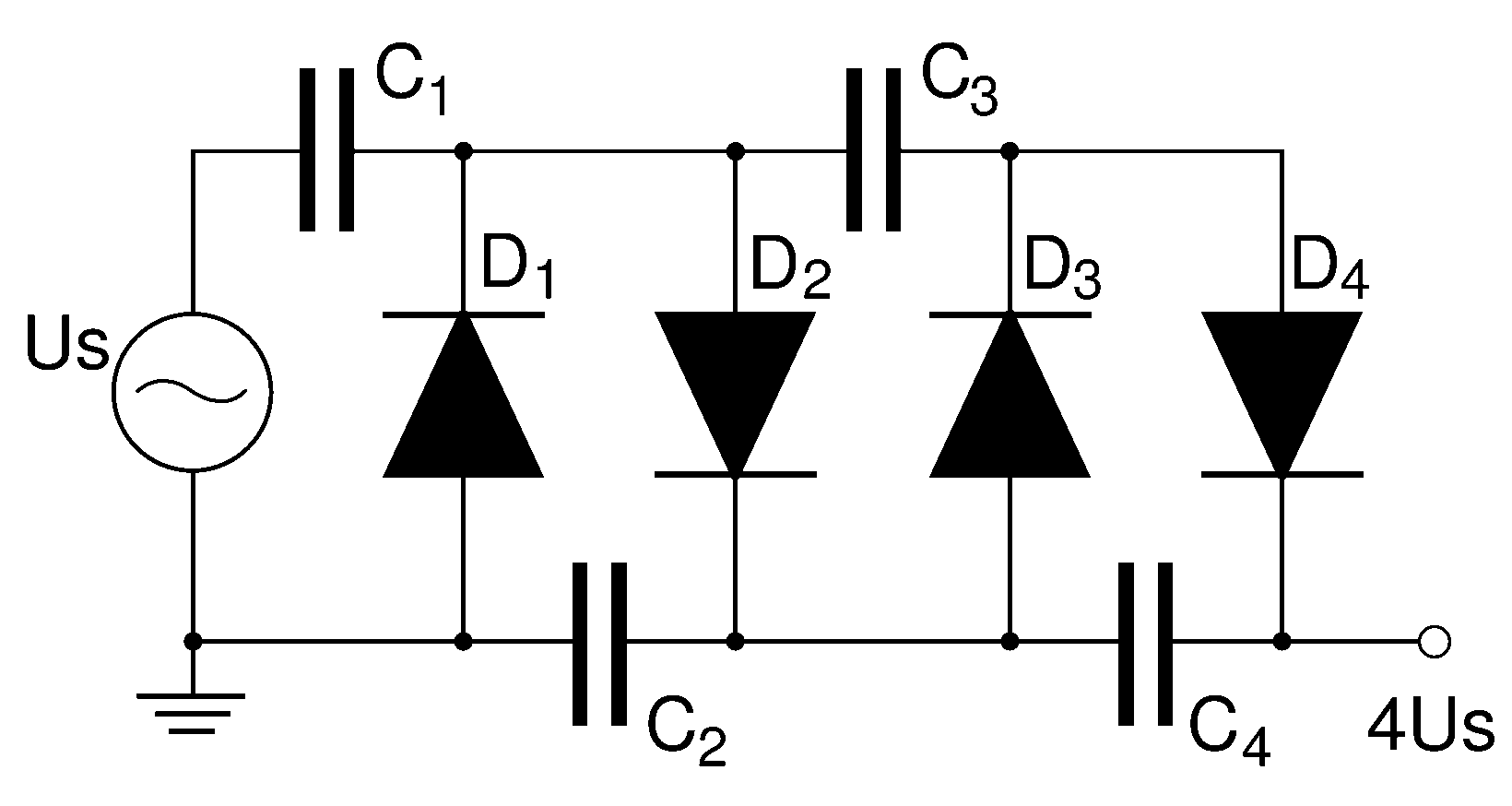
چندبرابرکنندهٔ ولتاژ آبشار ویلارد.

چندبرابرکننده ولتاژ (به انگلیسی: voltage multiplier) یک مدار الکتریکی است که منبع الکتریکی AC را از ولتاژ پایین‌تر به ولتاژ DC بالاتر تبدیل می‌کند، به‌طور معمول با استفاده از شبکه‌ای از خازن‌ها - دیودها - سلف - ای سی نوسان ساز
از چندبرابرکننده ولتاژ می‌توان برای تولید چند ولت برای وسایل الکترونیکی، تا میلیون‌ها ولت برای اهدافی مانند: آزمایش‌های فیزیک با انرژی بالا و آزمایش ایمنی رعد و برق استفاده کرد. متداول‌ترین نوع چندبرابرکننده ولتاژ، چندبرابرکننده سِری نیم موج است که به آن آبشار ویلارد نیز گفته می‌شود (امّا در واقع توسط هاینریش گریناچر اختراع شده‌است).

## عملکرد
با فرض این که پیک ولتاژ منبع AC است us+، و مقادیر C به اندازه کافی بزرگ، اجازه می‌دهد زمانی که شارژ می‌شود، جریان را بدون تغییر قابل توجهی در ولتاژ جاری کند، سپس کار (ساده شده) آبشار به شرح زیر است:

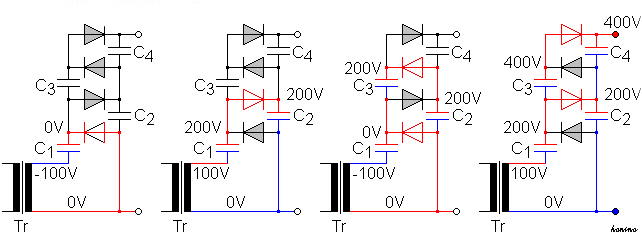
تصویری از عملیات شرح داده‌شده، با U_{s} = 100 V+

1. بیشینه منفی (Us−): خازن C1 از طریق دیود D1 به Us شارژ می‌شود V (اختلاف پتانسیل بین صفحه سمت چپ و راست از خازن Us است)
2. بیشینه مثبت (Us+): پتانسیل C1 با ولتاژ منبع اضافه می‌کند، شارژ C 2 به 2Us از طریق D2
3. بیشینه منفی: پتانسیل C1 به ۰ ولت کاهش یافته‌است، در نتیجه اجازه می‌دهد C3 تا از طریق D3 به مقدار 2Us شارژ بشود.
4. بیشینه مثبت: پتانسیل C2 بالا می‌رود تا 2Us (شبیه به مرحله ۲)، همچنین C4 تا 2Us شارژ می‌شود. ولتاژ خروجی (مجموع ولتاژ تحت C 2 و C 4) افزایش می‌یابد تا 4Us برسد.

در واقعیت چرخه‌های بیشتری برای رسیدن به ولتاژ کامل C4 لازم است. هر طبقه اضافی دو دیود و دو خازن ولتاژ خروجی را دو برابر ولتاژ بیشینه منبع AC افزایش می‌دهد.